# Ilha do Club Penguin
Ilha do Club Penguin (inglês: Club Penguin Island), por vezes referido pelo acrônimo ICP ou CPI foi um MMORPG. O jogo foi lançado mundialmente para a língua inglesa, portuguesa, espanhola e francesa em 29 de março de 2017, data também que marcou o encerramento do seu antecessor, o Club Penguin. Determinou a descontinuação do original pelo corte de gastos e por isto não agradou a maioria dos seus jogadores, recebendo, deste modo, avaliações negativas. A tecnologia usada para o seu desenvolvimento foi a Unity 3D.
O período de teste beta aconteceu na Austrália e a Nova Zelândia a partir de 15 de dezembro de 2016, e no Canadá a partir de 17 de janeiro de 2017.
Em 27 de setembro de 2018, o cancelamento do jogo foi declarado através de uma publicação no site oficial. Sem esclarecer o motivo, a Disney definiu a data de encerramento para 20 de dezembro do mesmo ano. Manteve-se a festa de Halloween deste ano e, assim como o Club Penguin, realizou-se uma celebração em que jogadores receberam uma grande quantia de moedas e uma assinatura gratuita. Ofereceu-se também reembolso para quem teve a assinatura incompleta.

## História
Anunciado pela primeira vez em julho de 2015, passou a ser conhecido como Projeto: Supersecreto pela comunidade. No dia 17 de novembro de 2016, foi renomeado para Club Penguin Island. No mesmo mês, pinguins convidados por e-mail participaram do beta fechado, exclusivo a utilizadores do iOS. Entre 15 de dezembro de 2016 e 29 de março de 2017, ocorreu o "geo-beta". Em 30 de novembro de 2017, com a atualização 1.8, o jogo foi definitivamente lançado para computadores.

## Funcionamento
Ilha do Club Penguin reaproveitava elementos memoráveis do Club Penguin para ambientar os seus jogadores. Na atualização de número 1.8., implementou-se os iglus. No entanto, os puffles, as coleções de selos, os pins, e entre outros, não foram acrescentados em versões posteriores. Na sua última celebração, o jogo resgatou antigos mini-jogos do Club Penguin em um fliperama localizado na Central da Ilha, próximo ao Franky's.

### Características

#### Desafios Diários
Os desafios diários eram elaborados por moderadores do jogo e consistiam em tarefas pequenas, simples e renováveis diariamente. É um meio alternativo usado por jogadores para enriquecer. Alguns desafios podiam ser feitos individual ou coletivamente, e ainda podiam exigir assinatura.

#### Sistema de Níveis
Os níveis dos jogadores subiam conforme eles alcançam experiência necessária, conquistada por vezes em desafios diários, aventuras ou eventos.

#### Notícias da Comunidade
As notícias da comunidade é um prolongamento do site, que se encontrava embutido dentro de jogo. Nesta aba, os jogadores podiam socializar um com os outros e reagir a notícias e atualizações fornecidas pela equipa do jogo.

#### Aventuras
As aventuras eram definidas como as missões do jogo. Assim como os desafios diários, havia algumas que exigem assinatura paga para desbloquear.

#### Roleta da Sorte
A roleta da sorte era diária e jogadores podiam rodá-la quando desbloqueada para conquistar experiência, moeda, nível, decalques, itens catalogados, entre outros.

#### Lugares
- Central da Ilha
  - Batalha de Dança
  - Bondes de iglu
  - Canal
  - Estações de Apresentações
  - Franky's
  - Loja Disney
- Cavernas Marinhas
  - Gruta Brilhante
  - Pista de corrida
  - Sala Imperial
  - Submarino Festeiro
  - Toca do Siri
- Monte Nevasca
  - Aldeia
  - Corredeiras Ligeiras
  - Corridas de boia
  - Parede de escalada
  - Pacotes Ltda.
- Píer do Farol
  - O Migrador
  - Pescaria
  - Toboágua
  - Vestiários
  - Loja Disney
  - Loja De Câmbio
- Prainha do Coco
  - Cachoeira
  - Tirolesa
  - Palco

#### Assinatura
A receita do Ilha do Club Penguin foi aumentada predominantemente através de assinaturas pagas, mais baratas que o antecessor, de uma assinatura paga de uma semana, um mês, três meses, seis meses ou doze meses, embora o acesso gratuito ao jogo esteja disponível. A assinatura permite o acesso dos jogadores a uma variedade de recursos adicionais. Isso inclui projetar todas as roupas, vestir todas as roupas, comprar suprimentos para festas, jogar todas as aventuras, completar todos os desafios diários, a capacidade de usar todo o equipamento e muito mais. Pinguins com uma assinatura paga são chamados de "membros", enquanto os jogadores que não têm uma assinatura são chamados de "não membros". O jogo recebeu muitas críticas , devido a esse recurso.
Todos os jogadores receberam automaticamente uma associação gratuita e ilimitada em 5 de novembro de 2018, que passaria para o Modo Off-line. Os reembolsos foram processados para assinaturas que se estendem para além de 6 de novembro de 2018.

## Recepção
As críticas iniciais do jogo foram mistas, mas principalmente negativas. No lançamento, o jogo tinha um ponto de 3.5/5 na Play Store, caindo para 2.7/5 um dia após o lançamento. A classificação mais baixa que o jogo atingiu foi de 2.3/5. Estas críticas negativas vêm principalmente da parte de jogadores do antigo Club Penguin, que ainda não se conformaram com o seu fim, além da jogabilidade no início do jogo ter sido muito limitada para quem não pagava as assinaturas, que são necessárias para fazer grande parte das missões, e também pelo fato que algumas funções antigas não existem no jogo ainda como ter puffles, colecionar selos, jogar alguns minijogos como Desafio Ninja e ocupar um espaço no armazenamento acima da média, cerca de 400 megabytes.
O site brasileiro TechTudo deu uma nota de 7,5. Alegou que o maior problema do jogo é que não é totalmente gratuita, necessitando de assinatura para a maioria do conteúdo.